# Paris-Roubaix 2016
Paris-Roubaix 2016 a fost ediția a 114-a cursei clasice de ciclism Paris–Roubaix, cursă de o zi. S-a desfășurat pe data de 10 aprilie 2016 și a făcut parte din calendarul UCI World Tour 2016. Cursa a avut startul la Paris și s-a încheiat la Roubaix.

## Echipe
Toate cele 18 echipe din UCI WorldTeams au fost invitate în mod automat și au fost obligate să participe la cursă. Patru echipe au primit wild card-uri.

### Echipe UCI World
- Ag2r-La Mondiale
- Astana
- BMC Racing Team
- Etixx-Quick Step
- FDJ
- IAM Cycling
- Lampre-Merida
- Lotto Soudal
- Movistar
- Orica-GreenEDGE
- Cannondale-Garmin
- Giant-Alpecin
- Team Katusha
- LottoNL–Jumbo
- Dimension Data
- Team Sky
- Tinkoff-Saxo
- Trek-Segafredo

### Echipe continentale profesioniste UCI
| - Bora–Argon 18 - Cofidis - Delko–Marseille Provence KTM - Direct Énergie | - Fortuneo–Vital Concept - Topsport Vlaanderen–Baloise - Wanty–Groupe Gobert |  |

## Rezultate
| Loc | Concurent            | Echipă           | Timp      |
| --- | -------------------- | ---------------- | --------- |
| 1   | Mathew Hayman        | Orica-GreenEDGE  | 5h 51'53" |
| 2   | Tom Boonen           | Etixx-Quick Step | +0"       |
| 3   | Ian Stannard         | Team Sky         | +0"       |
| 4   | Sep Vanmarcke        | LottoNL-Jumbo    | +0"       |
| 5   | Edvald Boasson Hagen | Dimension Data   | +3"       |
| 6   | Heinrich Haussler    | IAM Cycling      | +1'00"    |
| 7   | Marcel Sieberg       | Lotto Soudal     | +1'00"    |
| 8   | Aleksejs Saramotins  | IAM Cycling      | +1'00"    |
| 9   | Imanol Erviti        | Movistar Team    | +1'07"    |
| 10  | Adrien Petit         | Direct Énergie   | +2'20"    |

## Legături externe
- fr Site web oficial
- Paris-Roubaix 2016 – ProCyclingStats